# Сола, Андрес де
Андрес де Сола (исп. Andrés de Sola, Наварра, 1634 — Сарагоса, 1696) — испанский органист и композитор музыки эпохи Ренессанса.
Вероятно, он мог начать заниматься музыкой со своим дядей Мелхором Кимензесом (Melchor Ximenez), органистом в церкви Санта-Мария-де-Туделы (Наварра), в своем родном городе. Есть сведения о том, что в 1652 Сола работал в Сарагосе вместе со своим вторым дядей — Джузеппе Кимензесом (Jusepe Ximenez), главным органистом собора Сарагосы. Сола был ответственным за настройку и поддержку органа в хорошем состоянии, и неплохо на этом зарабатывал. Влияние дяди позволило ему получить сан пресвитера. в 1644 году он получил должность второго органиста, а после смерти дяди в 1672, становиться главным органистом.
В 1687 Сола ушел с должности органиста и стал хормейстером собора, Себастьян Альфонсо был назначен его преемником. Но четыре года спустя Сола возвращается в пна прежнее место органиста, несмотря на протесты певцов, которые не хотели, чтоб их хормейстера заменяли. За свою жизнь он получил много предложений от других соборов, включая Овьедо, который считался важнее, чем были в Испании, но Сола отклонял их. Он умер в 1696 году, играя на клавире во время мессы в Великую Субботу.
Сейчас его работы находятся в муниципальной библиотеке Порту (Португалия) и Национальной библиотеки в Мадриде.